# Atletismo nos Jogos Pan-Americanos de 2003 - Revezamento 4x100 m masculino
A final dos do Revezamento 4x100 m rasos masculino nos Jogos Pan-Americanos de 2003 foi realizada em 9 de agosto de 2003, com as eliminatórias realizadas no dia anterior. Os Estados Unidos, vencedores originais, foram desclassificados posteriormente pelo doping por efedrina de Mickey Grimes.

## Calendário
| Data        | Fase          |
| ----------- | ------------- |
| 8 de agosto | Eliminatórias |
| 9 de agosto | Final         |

## Medalhistas
| Ouro   | BRA Vicente de Lima Édson Ribeiro André da Silva Claudinei da Silva Cláudio Roberto Souza* Jarbas Mascarenhas* |
| Prata  | TRI Nicconnor Alexander Marc Burns Ato Boldon Darrel Brown                                                     |
| Bronze | CUB José Ángel César José Carlos Peña Luis Alexander Reyes Juan Pita                                           |

*Atletas que competiram apenas nas eliminatórias.

## Resultados

### Eliminatórias
Classificação: Os primeiros 3 colocados de cada eliminatória (Q) mais os 2 outros mais rápidos (q) classificaram para a final.
| Posição | Eliminatória | Nação                     | Atletas                                                                   | Tempo | Notas  |
| ------- | ------------ | ------------------------- | ------------------------------------------------------------------------- | ----- | ------ |
| 1       | 1            | TRI Trinidad e Tobago     | Nicconnor Alexander, Marc Burns, Ato Boldon, Darrel Brown                 | 38.97 | Q      |
| 2       | 1            | JAM Jamaica               | Michael Frater, Clement Campbell, Christopher Williams, Sheldon Morant    | 39.02 | Q      |
| 3       | 1            | BRA Brasil                | Vicente de Lima, Édson Ribeiro, Cláudio Roberto Souza, Jarbas Mascarenhas | 39.10 | Q      |
| 4       | 2            | CUB Cuba                  | José Ángel César, José Carlos Peña, Luis Alexander Reyes, Juan Pita       | 39.50 | Q      |
| 5       | 2            | BAH Bahamas               | Michael Reckley, Clement Taylor, Jamial Rolle, Derrick Atkins             | 39.91 | Q      |
| 6       | 2            | AHO Antilhas Neerlandesas | Geronimo Goeloe, Charlton Raffaela, Jairo Duzant, Churandy Martina        | 39.95 | q      |
| 7       | 1            | SKN São Cristóvão e Neves | Kevin Arthurton, Irvin Browne, Donnell Esdaille, Delwayne Delaney         | 40.37 | q      |
| 8       | 1            | DMA Dominica              | Sherwin James, Chris Lloyd, Fabian Florant, Kenneth John                  | 40.68 |        |
| 9       | 2            | CAY Ilhas Cayman          | Ronald Forbes, Stephen Johnson, André Burton, Kareem Streete-Thompson     | 41.10 |        |
| 10      | 2            | BLZ Belize                | Orson Elrington, Michael Aguilar, Leonard Arnold, Jayson Jones            | 42.23 | NR     |
| 11      | 2            | USA Estados Unidos        | Mickey Grimes, Jason Smoots, Marcelle Scales, Olan Coleman                | DQ    | Doping |
| 12      | 1            | DOM República Dominicana  | Juan Liriano, Luis Morillo, Juan Sainfleur, Joel Baez                     | DNF   |        |
| 13      | 2            | ECU Equador               |                                                                           | DNS   |        |

### Final
| Posição           | Nação                     | Atletas                                                                | Tempo | Notas  |
| ----------------- | ------------------------- | ---------------------------------------------------------------------- | ----- | ------ |
| Medalha de ouro   | BRA Brasil                | Vicente de Lima, Édson Ribeiro, André Domingos, Claudinei da Silva     | 38.44 |        |
| Medalha de prata  | TRI Trinidad e Tobago     | Nicconnor Alexander, Marc Burns, Ato Boldon, Darrel Brown              | 38.53 | NR     |
| Medalha de bronze | CUB Cuba                  | José Ángel César, José Carlos Peña, Luis Alexander Reyes, Juan Pita    | 39.09 |        |
| 4                 | AHO Antilhas Neerlandesas | Geronimo Goeloe, Charlton Raffaela, Jairo Duzant, Churandy Martina     | 39.19 | NR     |
| 5                 | BAH Bahamas               | Michael Reckley, Clement Taylor, Jamial Rolle, Derrick Atkins          | 39.72 |        |
| 6                 | SKN São Cristóvão e Neves | Kevin Arthurton, Irvin Browne, Donnell Esdaille, Delwayne Delaney      | 40.37 |        |
| 7                 | JAM Jamaica               | Michael Frater, Clement Campbell, Christopher Williams, Sheldon Morant | DQ    |        |
| 7                 | USA Estados Unidos        | Mickey Grimes, Jason Smoots, Kenny Brokenburr, Olan Coleman            | DQ    | Doping |